# Meziane Ighil
Meziane Ighil (ar. مزيان إيغيل; ur. 12 stycznia 1954 w Algierze) – algierski piłkarz grający na pozycji lewego obrońcy. W swojej karierze rozegrał 12 meczów w reprezentacji Algierii.

## Kariera klubowa
Całą swoja karierę piłkarską Ighil spędził w klubie MA Hussein Dey. Zadebiutował w nim w 1970 roku i grał w nim do 1983 roku. Trzykrotnie wywalczył z nim wicemistrzostwo Algierii w sezonach 1972/1973, 1975/1976 i 1981/1982 oraz zdobył Puchar Algierii w sezonie 1978/1979.

## Kariera reprezentacyjna
W reprezentacji Algierii Ighil zadebiutował w 1973 roku. W 1982 roku powołano go do kadry na Puchar Narodów Afryki 1982. Zagrał na nim w jednym meczu, o 3. miejsce z Zambią (0:2). Z Algierią zajął 4. miejsce w tym turnieju. W kadrze narodowej od 1973 do 1982 wystąpił 12 razy.